# ルイス・セプルベダ
ルイス・セプルベダ（Luis Sepulveda、1949年10月4日 - 2020年4月16日）は、チリの小説家。

## 生涯
元アナーキストの祖父の影響で、青年期には社会主義運動に傾倒する。1973年9月にアジェンデ人民連合政権がアウグスト・ピノチェトのチリ・クーデターによって倒れると、同年末に逮捕・投獄され942日間の獄中生活を送る。
アムネスティの働きかけで釈放された後もラテンアメリカ各地で社会主義活動を行うが、1980年にニカラグアで国外追放処分を受けヨーロッパへと渡る。ドイツの雑誌社に勤めラテンアメリカ各地のルポ活動を行う一方、グリーンピース運動にも参加した。
1989年に長編『ラブ・ストーリーを読む老人』を発表。1992年に出た仏語訳版が驚異的なベストセラーを記録し、一躍脚光を浴びる。その後も精力的に作品を発表し、数々の文学賞を受賞するなど、世界的な人気を獲得しつつある。
2020年3月1日、ヒホン在住時に2019新型コロナウイルス（COVID-19）に感染。アストゥリアス州で最初に確認された感染者の1人であった。3月11日には重篤化し、昏睡状態となっていた。翌4月16日に同州オビエドの病院で死去。70歳没。

## 邦訳作品
- 『センチメンタルな殺し屋』杉山晃 現代企画室、1999年7月。
- 『パタゴニア・エキスプレス』安藤哲行訳 国書刊行会〈文学の冒険〉1997年12月。

- 『ラブ・ストーリーを読む老人』旦敬介訳 新潮社、1998年1月。

- 『カモメに飛ぶことを教えた猫』河野万里子 白水社、1998年5月 /〈白水Uブックス〉、2005年11月。

## 著作
- Crónica de Pedro Nadie (1969)
- Los miedos, las vidas, las muertes y otras alucinaciones (1986)
- Cuaderno de viaje (1987)
- Mundo del fin del mundo (1989)
- Un viejo que leía novelas de amor (1989) Premio Tigre Juan de novela
  - ルイス セプルベダ/旦敬介訳『ラブ・ストーリーを読む老人』新潮社、1998年1月。
- La frontera extraviada (1994)
- Nombre de torero (1994)
- Patagonia Express / Al andar se hace el camino se hace el camino al andar (1995)　
  - ルイス セプルベダ/安藤哲行訳『パタゴニア・エキスプレス』国書刊行会、1997年12月。
- Komplot: Primera parte de una antología irresponsable (1995)
- Historia de una gaviota y del gato que le enseño a volar (1996)　
  - ルイス・セプルベダ/河野万里子『カモメに飛ぶことを教えた猫』白水社、1998年5月。
  - ルイス・セプルベダ/河野万里子『カモメに飛ぶことを教えた猫』白水社〈白水社Uブックス〉、2005年11月。
- "Diario de un killer sentimental" seguido de "Yacaré" (1996)　
  - ルイス セプルベダ/杉山晃『センチメンタルな殺し屋』現代企画室、1999年7月。
- Desencuentros (1997)
- El juego de la intriga (con Martín Casariego, Javier García Sánchez y Paco Ignacio Taibo II) (1997)
- Historias marginales (2000)
- Hot line (2002)
- Los peores cuentos de los hermanos Grim  (con Mario Delgado Aparaín) (2004)
- Moleskine, apuntes y reflexiones (2004)
- La sombra de lo que fuimos (2009)